# 숙신옹주 (정종)
숙신옹주(淑愼翁主, 생몰년 미상)는 조선의 옹주로 2대 국왕 정종(定宗)의 차녀이자 서차녀이며 생모는 숙의 기씨(淑儀 奇氏)이다. 판돈녕(判敦寧) 김세민(金世敏)과 혼인하여 4남 4녀를 두었다.

## 가족 관계
| - 아버지 : 정종(定宗, 1357 ~ 1419) - 어머니 : 숙의 기씨(淑儀 奇氏, ? ~ 1457) - 남매 :순평군 군생(順平君 羣生) - 남매 : 금평군 의생(錦平君 義生) - 남매 : 정석군 융생(貞石君 隆生) - 남동생 : 무림군 선생(茂林君 善生) - 여동생 : 상원옹주(祥原翁主) | - 남편 : 경주 김씨 양평공 김세민(良平公 金世敏, 1401 ~ 1486) - 장남 : 김형손(金亨孫) - 며느리 :남양 홍씨 - 소윤(少尹) 홍령(洪齡)의 딸 - 손녀 : 어세공(魚世恭)의 정부인 경주 김씨 - 차남 : 김이손(金利孫) - 3남 : 김정손(金貞孫) - 며느리 : 강릉 김씨 - 승(丞) 증 참판(贈 參判) 김귀함(金貴諴)의 딸 - 손자 : 김건(金健) - 손녀 : 용인 이씨 이승(李繩)의 처 - 4남 : 김정손(金精孫) - 장녀 : 청주 경씨 부사(府使) 경유순(慶由淳)의 처 - 손자 : 경연(慶縁) - 손녀 : 감역(監役) 박양손(朴良孫)의 처 - 손녀 : 삼척 김씨 판관(判官) 김선(金石+先)의 처 - 손녀 : 청송 심씨 심분(沈汾)의 처 - 차녀 : 선산 김씨 현령(縣令) 김승순(金承順)의 처 - 손자 : 김국필(金國弼) - 손녀 : 상주 김씨 사직(司直) 증 찬성(贈 贊成) 김계(金㳦)의 처 - 3녀 : 성산 이씨 군수(郡守) 이윤창(李胤昌)의 처 - 손녀 : 조자형(趙自亨)의 처 - 손녀 : 광산 김씨 김극순(金克恂)의 처 - 손녀 : 고창 오씨 봉사(奉事) 오경복(吳景福)의 처 - 손녀 : 순흥 안씨 참봉(參奉) 안존도(安尊道)의 처 - 4녀 : 문화 류씨 병사(兵使) 류제(柳弟)의 처 - 손녀 : 한양 조씨 현령(縣令) 조광언(趙光彦)의 처 - 손녀 : 수원 최씨 증 참판(贈 參判) 최자반(崔子泮)의 처 - 손녀 : 남양 홍씨 현령(縣令) 증 통례(贈 通禮) 홍계복(洪繼福)의 처 |